# Oligia divesta
Oligia divesta là một loài bướm đêm trong họ Noctuidae.